# Bam
Bam (perzijski: ‏بم‎) je grad i sjedište istoimenog okruga u iranskoj Kermanskoj pokrajini. Današnji grad okružuje citadelu Argi Bam (ارگ بم) iz oko 500. pr. Kr. koja je najveća građevina od adobea (pješčane opeke) na svijetu. Ova ogromna utvrda s citadelom u središtu, izgrađena na Putu svile, bila je u uporabi sve do 1850. godine. Zbog toga je Bam, zajedno s građevinama koje ga okružuju, upisan na UNESCO-ov popis mjesta svjetske baštine u Aziji i Oceaniji 2004. godine, a na popis ugroženih mjesta svjetske baštine je dospio odmah zbog katastrofalnog potresa 26. prosinca 2003. godine kada je citadela uništena gotovo do temelja. Nakon obnove 2013. godine, Bam je skinut s tog popisa. Nekoliko dana kasnije, iranski predsjednik Muhamed Hatami je objavio kako će se citadela obnoviti. Prije potresa Bam je imao oko 43.000 stanovnika.

## Povijest
Ime je "Bam" dobio najvjerojatnije prema izrazu "izboj crva", gdje se vjerojatno mislilo na dudovog svilca jer je grad bio poznat po svili. Prema vjerovanju, Bam je osnovao Hafvad, kojemu se pripisuje donošenje svile i tkanja u pokrajinu Kerman, a koji je živio u vrijeme Ardašira Babakana, osnivača Sasanidskog Perzijskog Carstva (224. – 651.). No, sam Bam vjerojatno potječe prije vremena Partskog carstva (247. pr. Kr. - 224.), ali je Citadela je izgrađena u to vrijeme, a većina okolnih građevina za vrijeme Safavida (1501. – 1736.). Gospodarski, Bam je oduvijek bio važno trgovačko mjesto, poznato po svojim visokokvalitetnim tkaninama i proizvodnji odjeće, ali i kao poljoprivredno središte gdje su se uzgajale datulje i agrumi zahvaljujući navodnjavanju mrežom kanata (podzemnih kanala). 
Grad je bio napušten nakon invazije Afganaca 1722. godine. Nakon što je ponovno naseljen, napušten je nakon napada iz Širaza 1762. godine. Od tada je cijeli grad pretvoren u vojne barake do 1850. godine. Grad je polako napredovao kao poljoprivredno, a kasnije i industrijsko središte, sve do katastrofalnog potresa 2003. godine. Danas se polako obnavlja i postaje turističko mjesto zahvaljujući prilivu mnogih posjetitelja koji dolaze vidjeti drevnu citadelu.
Dana 16. ožujka 2007. godine, pješčana oluja od 130 km/sat je iznenada pogodila Bam, pri čemu su se ugušila dva djeteta, poginulo dvoje u automobilskoj nesreći, a 14 je ozlijeđeno.

## Odlike
Citadela Arg-e Bam je zapravo utvrda sa zidinama visine 6-7 i dužine 1815 metara, ukupne površine 180,000 m². Pored dva visoka tornja poznatih kao "budni čuvari", utvrda ima ukupno 38 tornjeva. Glavni ulaz je s južne strane, a ima još tri. Opkop okružuje zidine s vanjske strane i nastavlja se oko "Guvernerske četvrti" i Starog grada. Guvernerska četvrt se nalazi na 45 metara visokoj stijeni i okruženo je dvostrukim zidinama. Stambena četvrt starog grada se nalazi na sjevernom dijelu obzida, a značajne građevine su:
- Bazar (tržnica) koji se pruža od južnog ulaza u citadelu do Guvernerske četvrti na sjevernu
- Utvrda djeva (Qal'eh Dokhtar) iz 7. stoljeća
- Mauzolej Emamzadeh Zeyd (11. – 12. st.)
- Mauzolej Emamzadeh Asiri (12. st.)
- Saborna džamija je jedna od najstarijih u Iranu (8. – 9. st.), a obnovljena je u 17. st.
- Kompleks Mirza Na'im (18. st.)
- Kuća Mir

## Poveznice
- Adobe
- Kanat
- Zračna luka Bam

## Vanjske poveznice
- (hrv.) Iranski kulturni centar (Zagreb): Bam[neaktivna poveznica]
- (engl.) Travel magazine o Bamu
- (engl.) BBC story: "Bam: Jewel of Iranian heritage"
- (engl.) Arg e Bam - dokumentarac o obnovi citadele